# Kort är sommaren
Kort är sommaren är en svensk film från 1962 i regi av Bjarne Henning-Jensen med ett manus baserat på Knut Hamsuns roman Pan. 

## Handling
Thomas har hyrt en stuga på en ö vid Norges nordkust. Stugägarens dotter attraheras av honom och får för sig att han ska ta henne från tristessen i hemmet.

## Om filmen
Filmen hade premiär den 26 december 1962 och är tillåten från 11 år.

## Rollista
- Jarl Kulle - Thomas Glahn
- Bibi Andersson - Edvarda
- Claes Gill - Mack
- Liv Ullmann - Eva
- Allan Edwall - doktorn
- Ingvar Kjellson - baronen
- Jens Bolling - smeden
- Marie Göranzon - prästdottern
- Carl-Johan Seth - Jacob
- Britt Ekland - Edvardas väninna
- Bjørg Vatle - Henriette